# Pinole
Pinole é uma cidade localizada no estado americano da Califórnia, no condado de Contra Costa. Foi incorporada em 25 de junho de 1903.

## Geografia
De acordo com o United States Census Bureau, a cidade tem uma área de 35,2 km², onde 13,8 km² estão cobertos por terra e 21,4 km² por água.

### Localidades na vizinhança
O diagrama seguinte representa as localidades num raio de 8 km ao redor de Pinole.

## Demografia

### Censo 2010
Segundo o censo nacional de 2010, a sua população é de 18 390 habitantes e sua densidade populacional é de 1 334,67 hab/km². Possui 7 158 residências, que resulta em uma densidade de 519,50 residências/km².

### Censo 2000
De acordo com o censo nacional de 2000, a densidade populacional era de 1413,7/km² (3662,3/mi²) entre os 19.039 habitantes, distribuídos da seguinte forma:
- 54,39% caucasianos
- 11,11% afro-americanos
- 0,57% nativo americanos
- 21,71% asiáticos
- 0,37% nativos de ilhas do Pacífico
- 5,81% outros
- 6,03% mestiços
- 13,75% latinos

Existiam 5057 famílias na cidade, e a quantidade média de pessoas por residência é de 2,79 pessoas.

## Lista de marcos
A relação a seguir lista as entradas do Registro Nacional de Lugares Históricos em Pinole.
- Bank of Pinole
- Bernardo Fernandez House